# Saint-Rhémy-en-Bosses
Saint-Rhémy-en-Bosses (arpità Sent-Rèmi-eun-Boursa) és un municipi italià, situat a la regió de Vall d'Aosta. L'any 2007 tenia 368 habitants. Limita amb els municipis d'Avise, Bourg-Saint-Pierre (Valais), Courmayeur, Gignod, La Salle, Orsières (Valais), Saint-Oyen i Saint-Pierre

## Administració

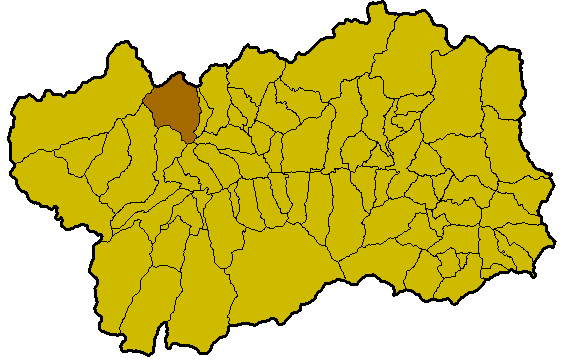
Situació de Saint-Rhémy-en-Bosses a la Vall

| Període | Identitat  | Partit        |
| ------- | ---------- | ------------- |
| 2005-   | Edi Avoyer | Llista cívica |